# Bdjenje
Bdjenje (lat. vigilia – budnost, prasl. i stsl. bъděti – bdjeti) je naziv za katoličku molitveno-meditativnu pobožnost koju obilježavaju čitanje ulomaka iz Svetog pisma, psalama, meditacija i molitva uz pjesmu ili u tišini. Najprakticiraniji oblik bdjenja u Katoličkoj Crkvi jest klanjanje Presvetom Oltarskom Sakramentu, najčešće četvrtkom (spomendan Posljednje večere i uspostave euharistije) i o bdjenjima ili uočnicama o crkvenim, svetačkim, marijanskim ili župnim slavljima (blagdanima, proštenjima) te noćne molitve za umrle pred ukop. Vigilja se u hrvatskome naziva i uočnica ili nadvečerje.
Najpoznatija bdijenja su Vazmeno bdjenje, uočnica o blagdanu Uskrsa (Vazma) te polnoćka, sveta misa u iščekivanju Božića ili u samoj Božićnoj noći. Na blagdan svijećnice svete mise započinju »bdjenjem svjetla« (kao i na Vazmeno bdjenje na Veliku subotu), molitvama uz plamen svijeća u rukama prisutnih vjernika. Uoči Duhova održavaju se Duhovska bdjenja.
Poznata je i tradicija bijele noći, cjelonoćnog bdjenja u crkvi uz molitvu i meditaciju, koju je vitez morao proći kao svojevrsnu inicijaciju u viteški red. Tako je izraz »bijele noći« kao istoznačnmice za neprospavanu noć i loš san ušao u sve veće europske jezike, jer »bdjenje« upravo to i označava - nenaspavanost, budnost (vigilia).
Na »bdjenjima mladih« na Svjetskim danima mladih katolička mladež iz cijelog svijeta moli, pjeva i bdije u prisustvu pape, kao i na bdjenju uz križni put svake godine na Veliki petak u rimskom Koloseju.
Vigilia je u antičkome Rimu označavala četiri noćne straže koje su se izmjenjivale od zalaza do izlaska sunca.